# Breansk
Breansk (în rusă Брянск) este un oraș în partea de vest a Federației Ruse, situat pe malurile rîului Desna. Are cca 425 mii de locuitori (2005). Este un important centru industrial și centrul administrativ al regiunii Breansk. A fost fondat în anul 985. În secolul XIII, în perioada fărîmițării feudale a Rusiei, a fost capitala knezatului omonim.
La 25 martie 2010, prin Decretul Președintelui Federației Ruse Dmitri Medvedev, Breansk a primit titlul onorific "Orașul gloriei militare".

## Personalități născute aici
- Mihail Șramcenko (1856 - 1919), om de stat rus;
- Serghei Trofimenko (1899 - 1953), general al Armatei Roșii.